# Nordstadtschule Pforzheim
Die Nordstadtschule ist eine öffentliche Gemeinschaftsschule mit Primarstufe (Ganztagesangebot in der Primarstufe 1 und 2 sowie im Sekundarzweig) in der Pforzheimer Nordstadt. Das Gebäude steht unter Denkmalschutz.

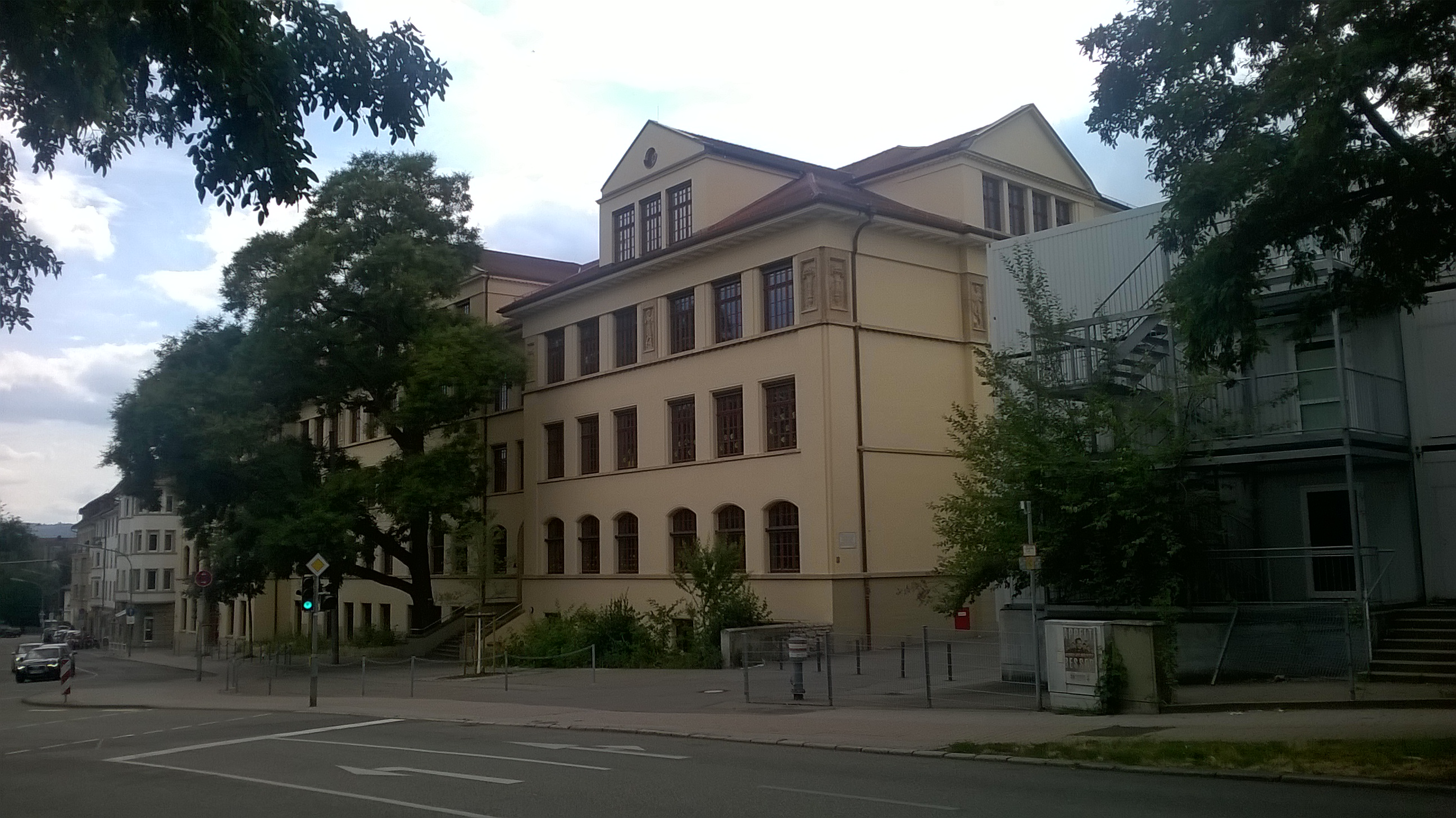
Nordstadtschule Pforzheim, Ansicht von NO

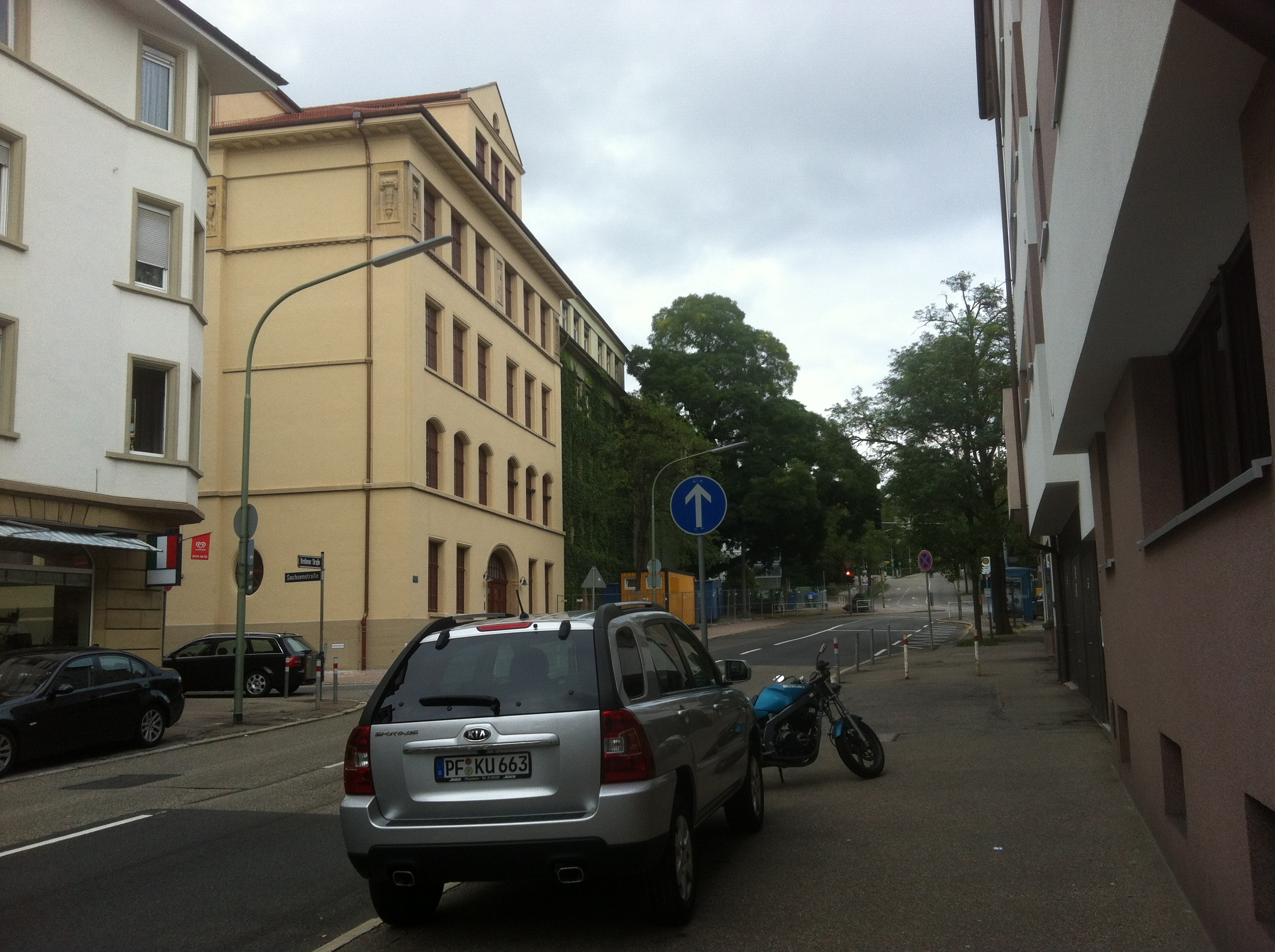
Nordstadtschule Pforzheim

## Verwaltung
Schulleiter ist Oliver Hesselschwerdt. Im Herbst 2020 werden etwa 850 Schülerinnen und Schüler in 40 Klassen von 62 Lehrkräften unterrichtet. Schulträger ist die Stadt Pforzheim. Die übergeordnete Dienststelle ist das Staatliche Schulamt Pforzheim.

## Geschichte
Die Schule wurde von 1914 bis 1920 nach den Plänen der Architekten Carl Faller und Josef Clev errichtet und 1921 in Betrieb genommen. 1933 wurde die Nordstadtschule in Adolf-Hitler-Schule umbenannt und mit Beginn des Unterrichts 1945 wieder zurück benannt. Seit 1945 wurde das Schulgebäude vielseitig genutzt. So waren hier von 1945 bis 1971 die Kochschule, heute Johanna-Wittum-Schule auf dem Buckenberg/Haidach und bis 1974 auch die Stadtbildstelle (heute im Landratsamt) untergebracht. Von 1957 bis 1969 hatte das Staatliche Schulamt Pforzheim hier seinen Platz. In den Jahren von 1974 bis 1978 diente das Gebäude dem Kepler-Gymnasium und von 1978 bis 1985 der Nordstadtschule III (Sonderschule für Lernbehinderte) als Unterrichtsort. 1968 war hier ein katholischer Kindergarten beheimatet, der seit 1986 nun städtischer Kindergarten ist. Des Weiteren fand von 1987 bis 2000 das Stadtarchiv Pforzheim und 1987 der Mittelschulzug der Nordstadtschule I Unterkunft. 1990 erfolgte die Zusammenlegung von Nordstadtschule I (Hauptschule) und Nordstadtschule II (Grundschule mit Kindergarten) und ab 2000 bildete man die erste Ganztagsschule in Pforzheim. Im Herbst 2011 wurde der Unterricht in eine Containerschule verlegt, um das Gebäude umfassend zu sanieren.
Nach der Generalsanierung startete die Schule im Herbst 2016 im „neuen“ Gebäude als Gemeinschaftsschule mit neuem pädagogischen Konzept.

## Gebäude
In den Jahren 1914 bis 1920 wurde die Schule im Stil der Neorenaissance erbaut. Das denkmalgeschützte Gebäude liegt an der Brettener-, Sachsen- und Karolingerstraße. Es besteht aus einem dreiflügeligen Bau, der um einen Innenhof gruppiert ist. Das Kulturdenkmal besitzt kunststeingegliederte Putzfassaden und Walmdächer.